# لوونگا
لوونگا (روسی: Лувеньга) یک شهرک در استان مورمانسک کشور روسیه است.